# Just Dance 2015
Just Dance 2015 é o sexto jogo da série Just Dance, desenvolvido pela Ubisoft. Esta sequência está disponível para todos os sensores de movimento principais, sendo as plataformas Nintendo Wii, PlayStation 3 e Xbox 360, com suporte para PlayStation Move e Kinect para os dois últimos respectivamente. E também o jogo possui versões para os consoles da geração seguinte (Nintendo Wii U, PlayStation 4 e Xbox One)

## Modos de Jogo
A jogabilidade mantém o mesmo que nos últimos jogos Just Dance, onde os jogadores seguem o dançarino na tela para ganhar pontos. A novidade para a série é o modo "Comunidade Remix", onde os jogadores dançam músicas que têm outros jogadores na tela em vez dos bailarinos. Modos de jogos do passado, como o "World Dancefloor" e o recurso "Autodance" apareceram neste jogo. Outro modo foi anunciado com Just Dance 2015 chamado Just Dance Now, um aplicativo que permite aos jogadores jogar Just Dance em qualquer lugar após a sincronização de um dispositivo com o site em outra tela conectada à internet

## Lista de canções
| Musica                                      | Artista                                                    | Dificuldade | Ano     | Modo     | Dançarino(s) |
| ------------------------------------------- | ---------------------------------------------------------- | ----------- | ------- | -------- | ------------ |
| "4x4"                                       | Miley Cyrus                                                | TBA         | 2013    | Quarteto | ♂/♀/♀/♂      |
| "Addicted to You"                           | Avicii feat. Audra Mae                                     | TBA         | 2013    | Solo     | ♀            |
| Ain't No Mountain High Enough               | Marvin Gaye feat. Tammi Terrell                            | TBA         | 1967    | Dueto    | ♂/♀          |
| "Bad Romance                                | Lady Gaga"                                                 | TBA         | 2009    | Trio     | ♀/♀/♀        |
| Bailando                                    | Enrique Iglesias feat. Descemer Bueno and Gente de Zona    | TBA         | 2014    | Dueto    | ♀/♂          |
| Bang Bang                                   | Jessie J feat. Ariana Grande and Nicki Minaj               | TBA         | 2014    | Quarteto | ♀/♀/♀/♀      |
| "Best Song Ever"                            | One Direction                                              | TBA         | 2013    | Quarteto | ♂/♂/♂/♂      |
| "Birthday"                                  | Katy Perry                                                 | TBA         | 2014    | Solo     | ♀            |
| Black Widow                                 | Iggy Azalea feat. Rita Ora                                 | TBA         | 2014    | Solo     | ♀            |
| "Break Free"                                | Ariana Grande                                              | TBA         | 2014    | Solo     | ♀            |
| Built For This                              | Becky G                                                    | TBA         | 2013    | Solo     | ♀            |
| "Burn"                                      | Ellie Goulding                                             | TBA         | 2013    | Solo     | ♀            |
| Dark Horse                                  | Katy Perry                                                 | TBA         | 2014    | Trio     | ♂/♀/♂        |
| "Diamonds"                                  | Rihanna                                                    | TBA         | 2012    | Solo     | ♀            |
| Dont Worry, Be Happy                        | Bobby McFerrin (The Bench Men)                             | TBA         | 1988    | Trio     | ♂/♂/♂        |
| Epic Sirtaki                                | Cast of Zorba the Greek (The Bouzouki's)                   | TBA         | 500 a.C | Trio     | ♂/♂/♂        |
| Fatima                                      | Cheb Salama                                                | TBA         | 2014    | Solo     | ♀            |
| "The Fox (What Does the Fox Say?)"          | Ylvis                                                      | TBA         | 2013    | Trio     | ♀/♂/♀        |
| Get Low                                     | Dillow Francis feat. DJ Snake                              | TBA         | 2014    | Dueto    | ♀/♂          |
| "Happy"                                     | Pharrell Williams                                          | TBA         | 2013    | Solo     | ♂            |
| Holding Out For A Hero                      | Bonnie Tyler                                               | TBA         | 1984    | Solo     | ♂            |
| I Love It                                   | Icona Pop feat. Charli XCX                                 | TBA         | 2012    | Solo     | ♀            |
| It's My Birthday                            | Will.I.Am feat. Cody Wise                                  | TBA         | 2014    | Trio     | ♂/♀/♂        |
| "Let It Go"                                 | Disney Frozen                                              | TBA         | 2013    | Dueto    | ♀/♀          |
| Love Is All                                 | Roger Glover and the Butterfly Ball (The Sunlight Shakers) | TBA         | 1974    | Dueto    | ♀/♂          |
| Love Me Again                               | John Newman                                                | TBA         | 2013    | Solo     | ♂            |
| "Macarena (Bayside Boys Mix)"*/(K)          | Los del Rio ft. The Girly Team                             | TBA         | 1996    | Quarteto | ♀/♀/♀/♀      |
| Mahna Mahna /(K2)                           | Piero Umilani (Frankie Bostello)                           | TBA         | 1968    | Trio     | ♀/♂/♀        |
| Maps                                        | Maroon 5                                                   | TBA         | 2014    | Solo     | ♀            |
| Me and My Broken Heart                      | Rixton                                                     | TBA         | 2014    | Dueto    | ♂/♀          |
| Never Can Say Goodbye                       | Gloria Gaynor                                              | TBA         | 1974    | Solo     | ♀            |
| Only You (and You Alone)                    | The Platters (Love Letter)                                 | TBA         | 1955    | Dueto    | ♀/♂          |
| Papaoutai (P)                               | Stromae                                                    | TBA         | 2013    | Dueto    | ♂/♂          |
| Problem                                     | Ariana Grande feat. Iggy Azalea and Big Sean               | TBA         | 2014    | Solo     | ♀            |
| She Looks So Perfect                        | 5 Seconds of Summer                                        | TBA         | 2014    | Quarteto | ♂/♂/♂/♂      |
| Speedy Gonzales                             | David Dante (Los Pimientos Locos)                          | TBA         | 1961    | Dueto    | ♂/♀          |
| Summer                                      | Calvin Harris                                              | TBA         | 2014    | Solo     | ♀            |
| Tetris                                      | Hirokazu Tanaka (Dancing Bros.)                            | TBA         | 1989    | Quarteto | ♂/♀/♂/♀      |
| Till I Found You (N)                        | Austin Mahone                                              | TBA         | 2014    | Solo     | ♂            |
| Walk This Way                               | Run DMC feat. Aerosmith                                    | TBA         | 1986    | Quarteto | ♂/♂/♂/♂      |
| Xmas Tree                                   | Bollywood Santa                                            | TBA         | 2014    | Dueto    | ♂/♀          |
| You Spin me Round (Like a Record)"          | Dead or Alive                                              | TBA         | 1984    | Solo     | ♂            |
| You're On My Mind                           | Imposs feat. J.Perry                                       | TBA         | 2014    | Quarteto | (Mash-Up)    |
| Dancing Queen (Não está no Just Dance 2015) | ABBA                                                       | TBA         | 1976    | Trio     | ♀/♀/♀        |

- Um "(MASH)" indica que a música é um Mash-Up, fazendo assim ser de vários dançarinos de diferentes sexos.

## DLCs (Conteúdo Adicional PorDownload/Downloadable Content)
Coreografias adicionais adquiridas por meio da Loja no menu
| Song                                           | Artist                                | Year | Mode     | Dancer(s) | Release Date     | Price |
| ---------------------------------------------- | ------------------------------------- | ---- | -------- | --------- | ---------------- | ----- |
| "Break Free"                                   | Ariana Grande feat. Zedd              | 2014 | Solo     | ♀         | 21 October 2014  | Free  |
| "I Luh Ya Papi"                                | Jennifer Lopez feat. French Montana   | 2014 | Solo     | ♀         | 21 October 2014  | $2.99 |
| "Papaoutai" (N)                                | Stromae                               | 2013 | Duet     | ♂/♂       | 21 October 2014  | $2.99 |
| "Till I Find You" (P)                          | Austin Mahone                         | 2014 | Solo     | ♂         | 23 October 2014  | $2.99 |
| "We Can't Stop"                                | Miley Cyrus                           | 2013 | Solo     | ♀         | 25 November 2014 | $2.99 |
| "India Waale"                                  | Happy New Year (Movie)                | 2014 | Duet     | ♂/♀       | 20 January 2015  | $2.99 |
| "Kiss Kiss"                                    | Prince Royce                          | 2014 | Solo     | ♂         | 20 January 2015  | $2.99 |
| "Let It Go" (Sing Along)                       | Disney Frozen                         | 2013 | Solo     | ♀         | 20 January 2015  | $2.99 |
| "Boom Clap"                                    | Charli XCX                            | 2014 | Solo     | ♀         | 20 January 2015  | $2.99 |
| "Movement is Happiness (Find your Thing)" (NU) | Avishay Goren and Yossi Cohen         | 2014 | Solo     | ♀         | 21 October 2014  | Free  |
| "One Way or Another (Teenage Kicks)" (2014D)   | One Direction                         | 2013 | Solo     | ♂         | 21 October 2014  | $1.99 |
| "Umbrella" (4)                                 | Rihanna                               | 2008 | Solo     | ♀         | 20 October 2014  | $2.99 |
| "Don't You Worry Child" (2014D)                | Swedish House Mafia feat. John Martin | 2012 | Solo     | ♂         | 21 October 2014  | $1.99 |
| "Wake Me Up" (2014D)                           | Avicii feat. Aloe Blacc               | 2013 | Solo     | ♂         | 21 October 2014  | $1.99 |
| "Sexy and I Know It" (2014D)                   | LMFAO                                 | 2011 | Solo     | ♂         | 21 October 2014  | $1.99 |
| "Die Young" (4D)/(2014D)                       | Kesha                                 | 2012 | Duet     | ♀/♀       | 21 October 2014  | $1.99 |
| "Gangnam Style" (4D)/(2014D)                   | PSY                                   | 2012 | Duet     | ♂/♀-♂-♀   | 21 October 2014  | $1.99 |
| "Roar" (2014D)                                 | Katy Perry                            | 2013 | Solo     | ♀         | 21 October 2014  | $1.99 |
| "Just Dance" (2014)                            | Lady Gaga feat. Colby O'Donis         | 2008 | Solo     | ♀         | 21 October 2014  | $1.99 |
| "I Need Your Love" (2014D)                     | Calvin Harris feat. Ellie Goulding    | 2013 | Solo     | ♀         | 21 October 2014  | $1.99 |
| "Moves Like Jagger" (4)/(2014D)                | Maroon 5 feat. Christina Aguilera     | 2011 | Solo     | ♂         | 21 October 2014  | $1.99 |
| "Beauty and a Beat" (4)/(2014D)                | Justin Bieber feat. Nicki Minaj       | 2012 | Solo     | ♂         | 21 October 2014  | $1.99 |
| "Want U Back" (4D)/(2014D)                     | Cher Lloyd feat. Astro                | 2012 | Solo     | ♀         | 25 November 2014 | $1.99 |
| "C'mon" (2014)                                 | Kesha                                 | 2013 | Duet     | ♀/♂       | 26 November 2014 | $1.99 |
| "Kiss You" (2014)                              | One Direction                         | 2013 | Quarteto | ♂/♂/♂/♂   | 26 November 2014 | $1.99 |
| "Funhouse" (4D)/(2014D)                        | P!nk                                  | 2008 | Solo     | ♀         | 26 November 2014 | $1.99 |
| "Rock N Roll" (2014D)                          | Avril Lavigne                         | 2013 | Solo     | ♀         | 20 January 2015  | $1.99 |
| "Timber" (2014D)                               | Pitbull feat. Ke$ha                   | 2013 | Dueto    | ♀/♂       | 24 February 2015 | $1.99 |
| The World Is Ours                              | David Correy feat. monobloco          | 2014 | solo     | ♂         |                  |       |

- Um "*" indica uma música Cover, não a original.
- Um "(P)" indica que esta música é exclusiva para a versão Europeia do jogo
- Um "(N)" indica que esta música é exclusiva para a versão Norte Americana do jogo.

## Rotinas Alternativas
| Música                                | Artista                   | Ano  | Modo  | Dançarinos |
| ------------------------------------- | ------------------------- | ---- | ----- | ---------- |
| I Love It                             | Icona Pop Feat. Chali XCX | 2012 | Dueto | ♂ /♂       |
| Diamonds (Dança Sentado)              | Rihanna                   | 2012 | Dueto | ♀/♂        |
| The Fox (Dança Da Fogueira)           | Ylvis                     | 2013 | Dueto | ♂ /♂       |
| Happy (Sing Along)                    | Pharrell Williams         | 2013 | Trio  | ♂/♂/♂      |
| Summer (Fitness Dance)                | Calvin Harris             | 2014 | Solo  | ♂          |
| Walk This Way (Dança Antiga)          | Run DMC feat. Aerosmith   | 1986 | Solo  | ♀          |
| It's My Birthday (Dança de Bollywood) | Will.I.Am feat. Cody Wise | 2014 | Solo  | ♂          |
| Bad Romance (Coreografia Oficial)     | Lady Gaga                 | 2009 | Solo  | ♂          |
| Papaoutai (African Dance) (P)         | Stromae                   | 2013 | Solo  | ♀ ♀        |

"(P)" indica que esta música é exclusiva para a versão Europeia do jogo.